# Moredo (Palas de Rey)
Moredo (llamada oficialmente San Fiz de Moredo) es una parroquia y una aldea española del municipio de Palas de Rey, en la provincia de Lugo, Galicia.

## Organización territorial
La parroquia está formada por nueve entidades de población, constando siete de ellas en el nomenclátor del Instituto Nacional de Estadística español:

### Entidades de población
Entidades de población que forman parte de la parroquia:
- Castro (O Castro)
- Moredo
- O Cotón
- O Picón
- O Tesoureiro
- San Fiz
- Souto (O Souto)
- Vilariño

### Despoblado
Despoblado que forma parte de la parroquia:
- Freixeiro (O Freixeiro)

## Demografía

### Parroquia
| Gráfica de evolución demográfica de Moredo (parroquia) entre 2000 y 2020 |
|                                                                          |
| Datos según el nomenclátor publicado por el INE.                         |

### Aldea
| Gráfica de evolución demográfica de Moredo (aldea) entre 2000 y 2020 |
|                                                                      |
| Datos según el nomenclátor publicado por el INE.                     |